# Хикс, Стивен
Стивен Рональд Крейг Хикс (англ. Stephen Ronald Craig Hicks); род. 19 августа 1960 г.) — канадско-американский философ, профессор, заведующий кафедрой этики и предпринимательства в Рокфордском университете (США, штат Иллинойс).

## Биография
Стивен Хикс родился 19 августа 1960 года в городе Торонто, в Канаде. После окончания средней школы, он начал философское образование, получил степени бакалавра и магистра в университете Гуэльф в Канаде. Докторскую степень он получил в Университете Индианы в Блумингтоне. В 1991 году успешно защитил диссертацию на тему «Фундализм генезиса и его обоснование». После чего работал преподавателем в Университетах Мичигана, Нью-Джерси и Вашингтона.

## Публикации
Хикс является автором десятка научных статей в области философии образования, политической философии, деловой этики, истории и развития современного искусства. Автор книг:
- Readings for Logical Analysis  (1994, 1998 гг.);
- Introduction To Philosophy[4];
- Explaining Postmodernism: Skepticism and Socialism from Rousseau to Foucault (2004, 2011 гг.)[5];
- Nietzsche and the Nazis (2010 г.)[6].